# مورا (زبان‌شناسی)
مورا واحدی در واج‌شناسی است که وزن هجا را تعیین می‌کند. وزن هجا در برخی زبان‌ها می‌تواند جای تکیه را نشان دهد. مورا یک سازهٔ هجاست که واسط بین لایهٔ هجا و لایهٔ واجی است. واحدهایی که حامل وزن واجی هستند، می‌توانند در لایهٔ واجی به موراها متصل شوند. ازاینرو، مورا دو نقش دارد: نقش وزن واجی و نقش جایگاه واجی.

## نقش وزن واجی
هجای سبک از نظر واجی یک مورا و هجای سنگین دو مورا دارد. این تمایز وزنی، علاوه بر استفاده در نظم و شعر و نثر مسجّع، در تعیین تکیه نیز بهکار می‌رود، مگر اینکه زبانی دارای تکیهٔ ثابت باشد.

## نقش جایگاه واجی
نقش جایگاه واجی همانند  نظریه‌های همخوان ـ واکه و ایکس برای نشان دادن کشش به کار می‌رود. مورا پیش‌بینی می‌کند که واکهٔ کشیده هرگز از نظر واجی سبک محسوب نمی‌شود. واحد آغازه که از نظر واجی بدون وزن است، هیچ نقشی در تعیین وزن هجا و تکیه ندارد. در نتیجه، چنین واحدی مستقیم به گره هجا متصل می‌شود.

## قاعدهٔ کشش جبرانی
قاعدهٔ کشش جبرانی بیان می‌کند واحد مورایی آزاد در پایانهٔ هجا که به هیچ عنصری در لایهٔ واج متصل نیست، در اثر فرایند کشش جبرانی، با توجه به قواعد خاص زبان و اصول پیوندی، به عنصری در لایهٔ واج متصل می‌شود.